# Mykolajiv
Mykolajiv (ukrainska: Миколаїв lyssna (fil); ryska: Николаев, Nikolajev) är en hamnstad i södra Ukraina. Staden ligger där floden Inhul rinner ut i Södra Buh, som där också mynnar i sitt estuarium, en del av Dnipro-Buh-estuariet, 65 kilometer från Svarta havet. Mykolajiv är den administrativa huvudorten i Mykolajiv oblast. Staden beräknades ha 470 011 invånare i januari 2022.

## Historia
Staden grundlades den 27 april 1789 av Michail Falejev på order av den ryske officeren och fursten Grigorij Potemkin. Han lät döpa staden efter Sankt Nikolaus, eftersom Otjakov fallit för Potemkins trupper på Sankt Nikolaus dag den 6 december 1788. Till en början var staden endast ett skeppsvarv för att understödja den ryska flottan i det rysk-turkiska kriget. Än i dag är detta den viktigaste näringen på orten, som nu har tre stora varv. Andra viktiga näringar är mekanisk industri, elektronisk industri och metallurgi.
Under andra halvan av 1800-talet utvecklades Mykolajiv till den tredje största hamnstaden i Kejsardömet Ryssland och blev en viktig industristad och järnvägsknut. Befolkningen uppgick år 1897 till 92 000 invånare jämfört med 32 500 år 1860. Under Ukrainas kamp för självständighet 1917–1920 växlade överhögheten över staden flera gånger och stora delar av industrin förstördes. Mykolajiv blev huvudstad i Mykolajiv oblast år 1937. Under andra världskriget förstördes staden, men den kom därefter att återuppbyggas och växa.

## Ekonomi
Mykolajiv är numera en viktig industristad, med maskinkonstruktion, livsmedelsproduktion och tillverkning av byggmaterial. Antalet företag uppgår till 250, där de tre största är varv.

## Forskning och utbildning
Flera forsknings- och utbildningsinstitutioner finns i staden, bland annat ett par universitet, samt ett skeppsbyggnadsuniversitet.

## Bildgalleri

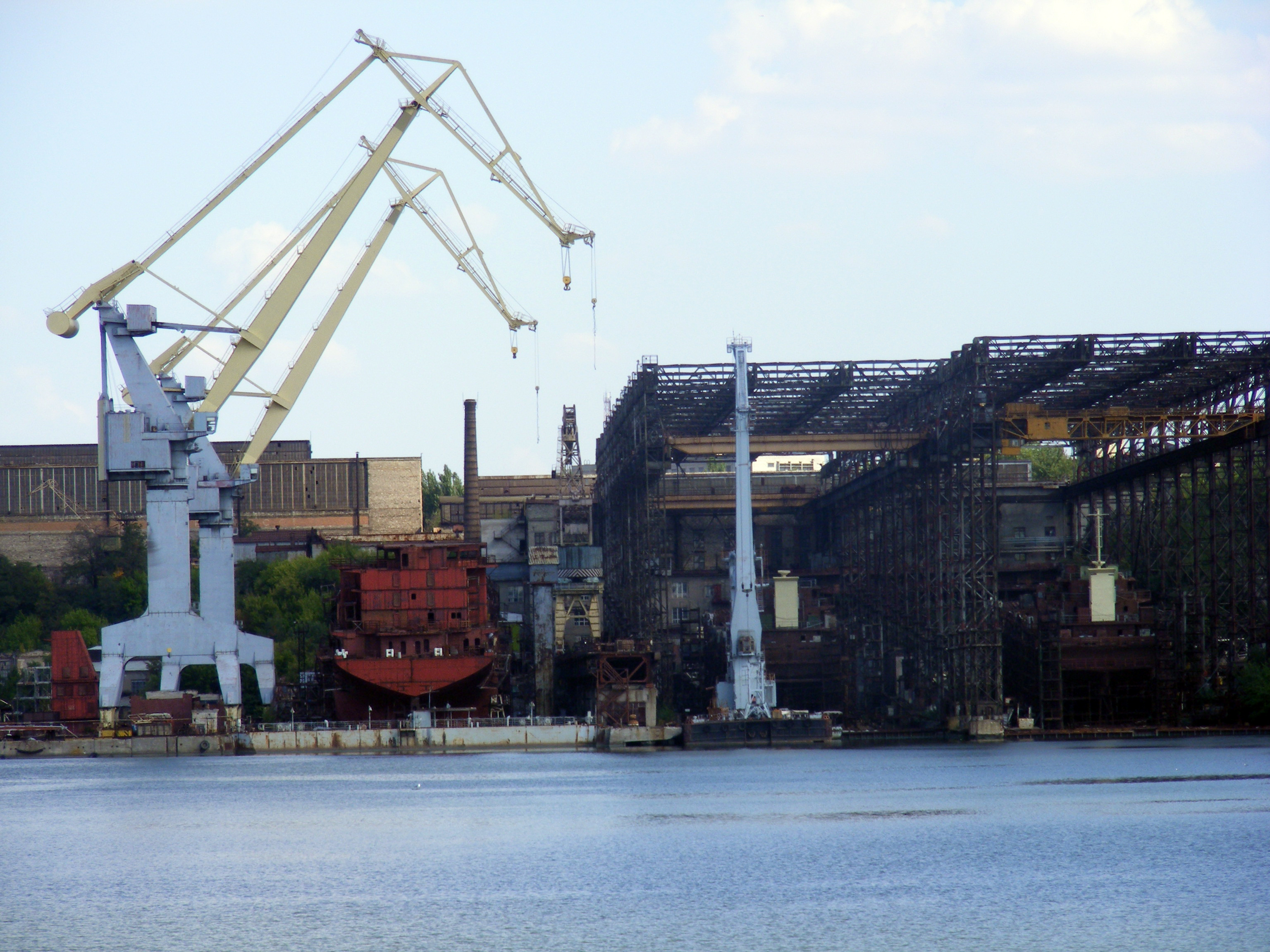
Skeppsvarv.
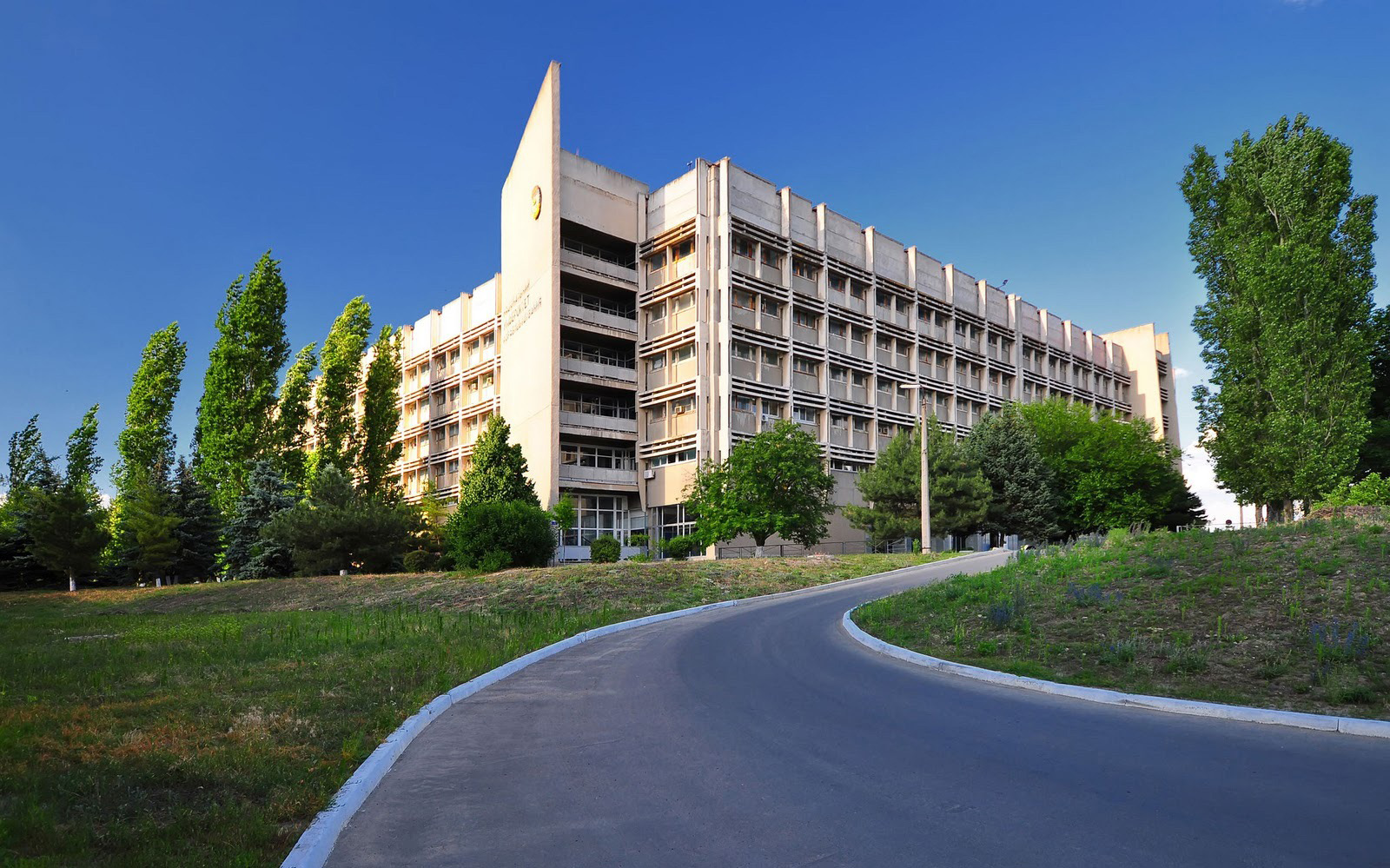
Amiral Makarovuniversitetet (skeppsbyggnadsuniversitet).
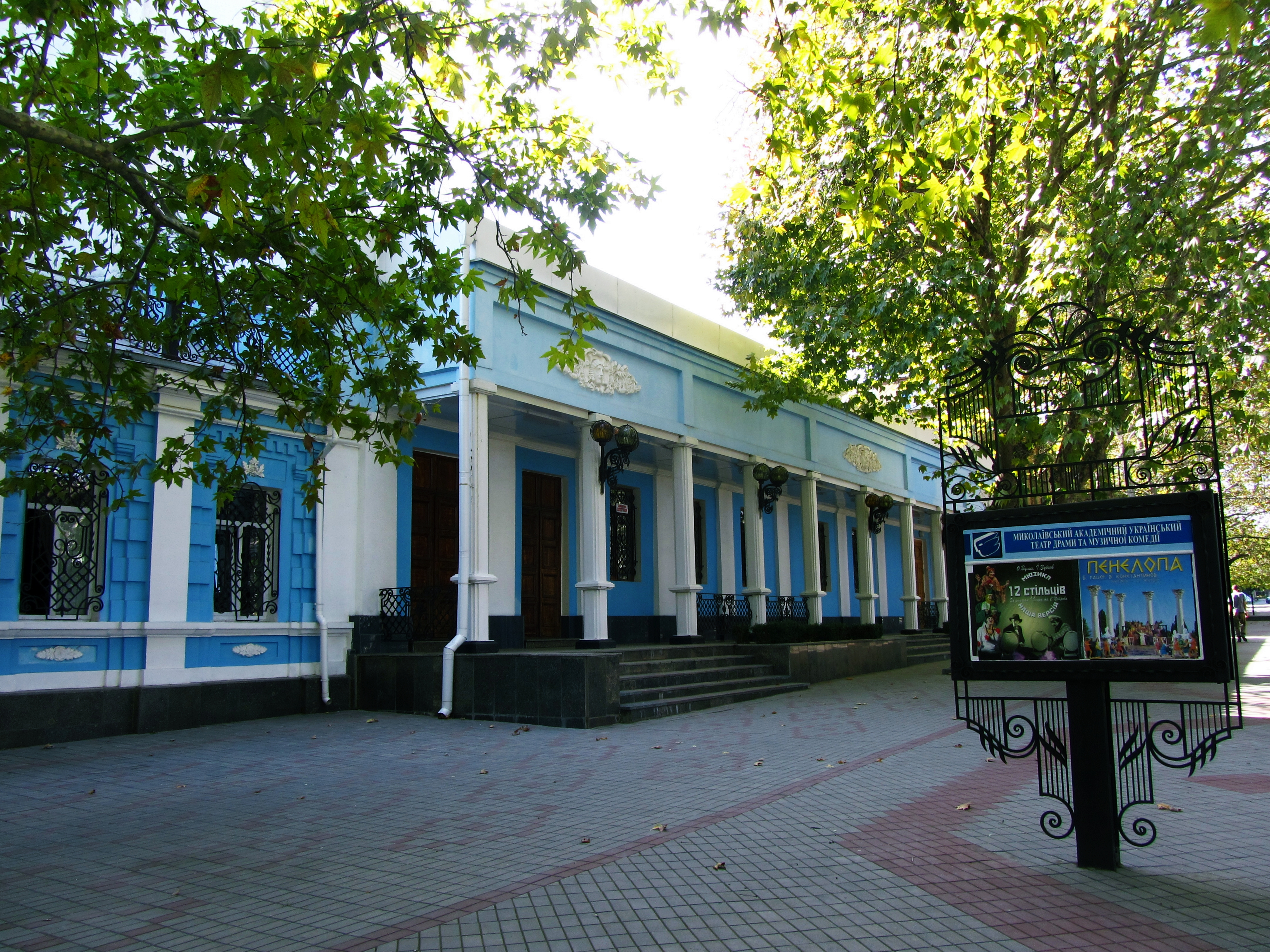
Ukrainska teatern för drama och musikalisk komedi.
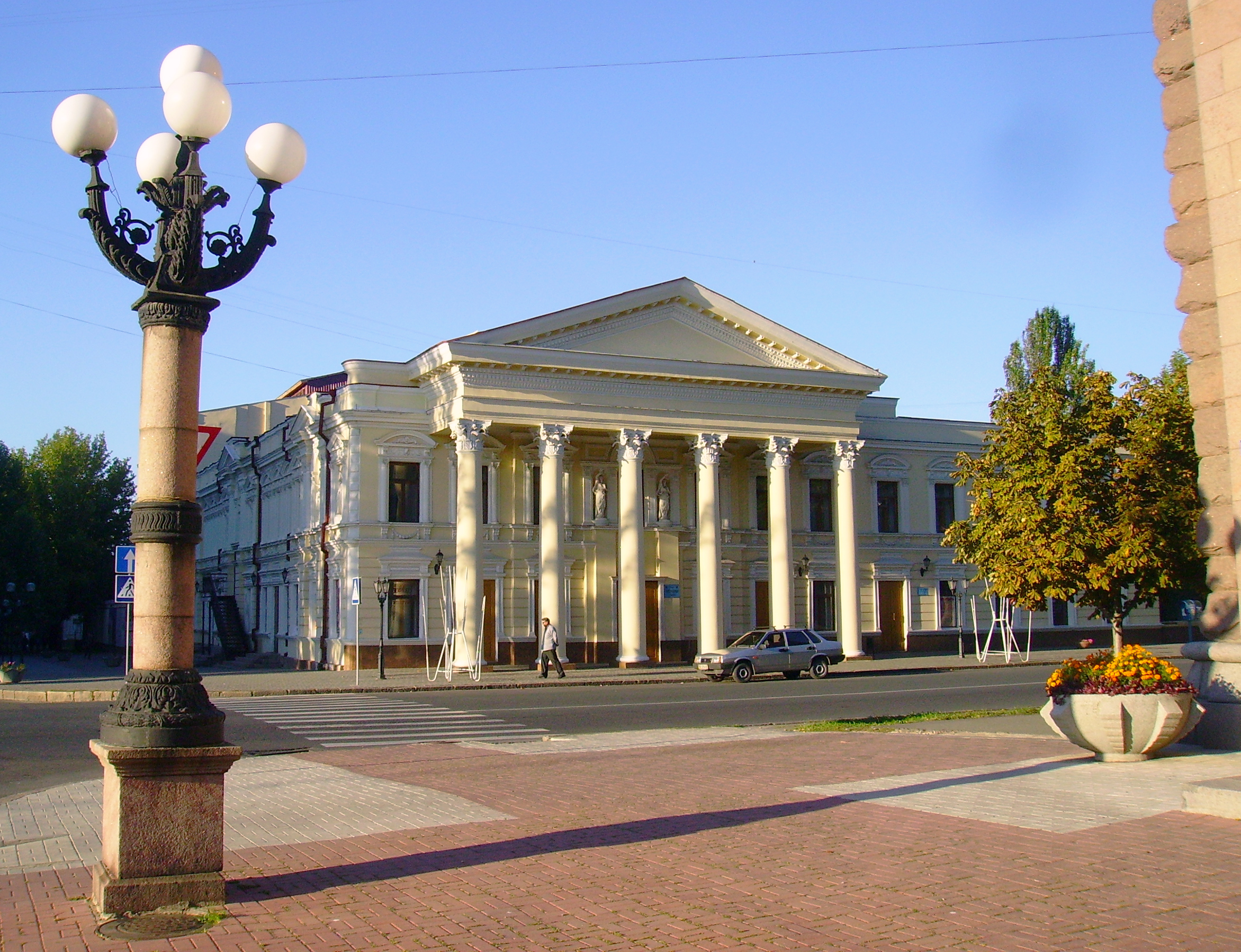
Ryska dramatiska teatern.
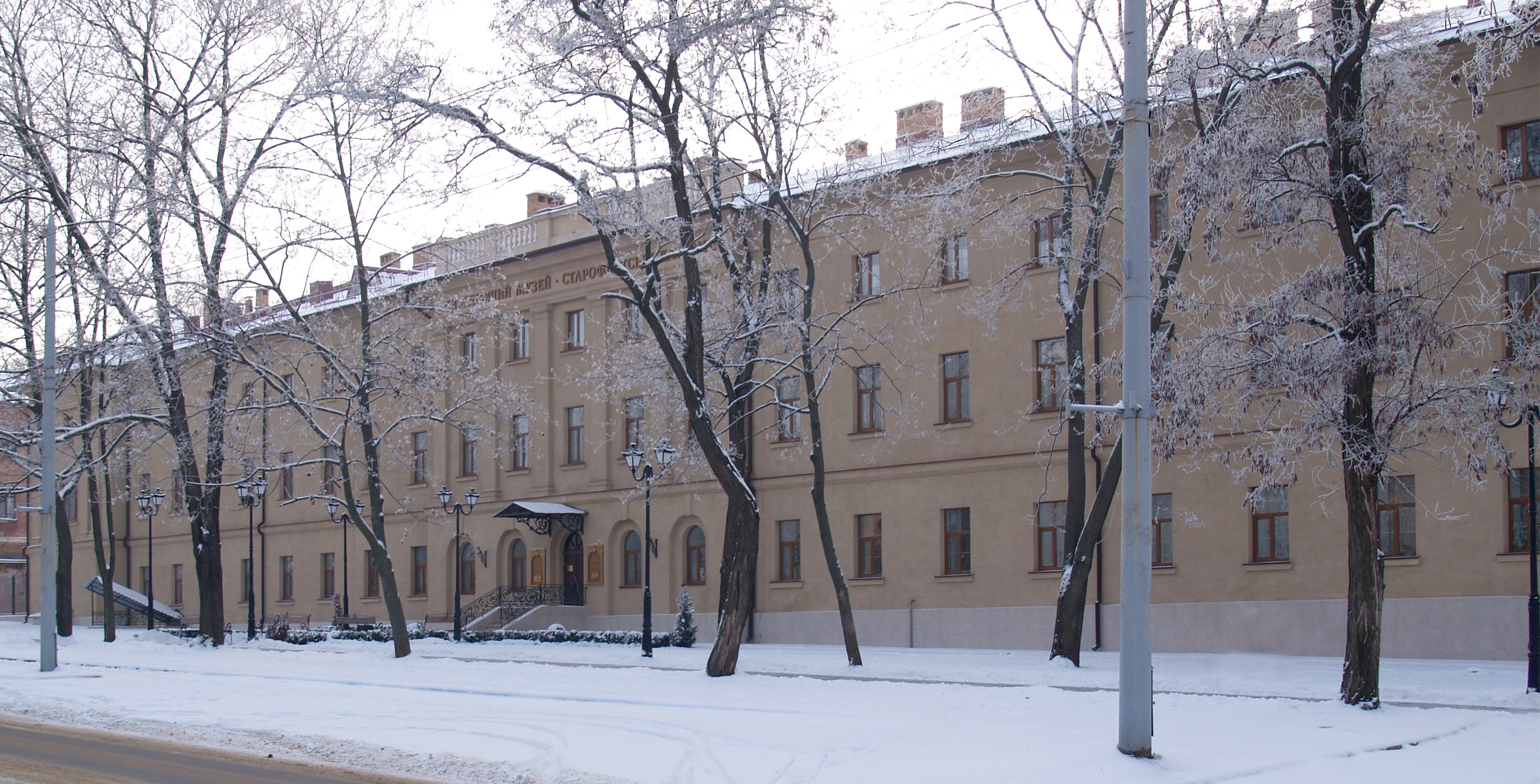
Historiska museet.
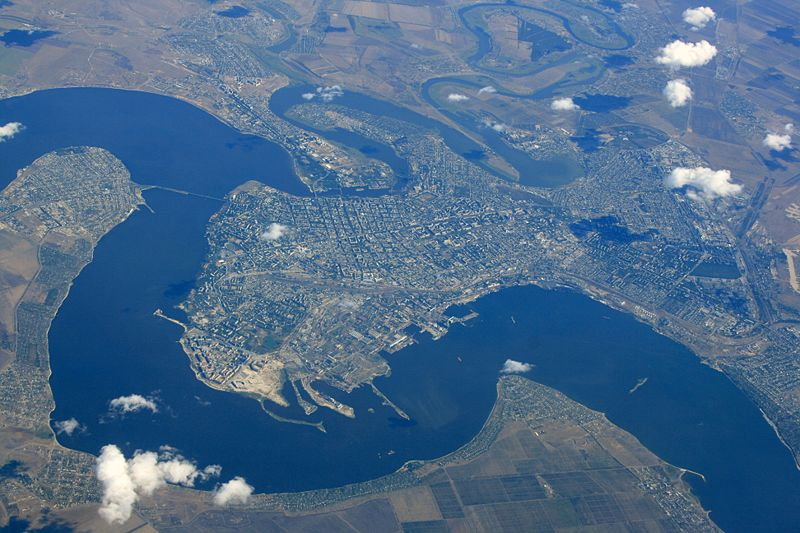
Flygbild över Mykolajiv med omgivning